# Andrzej Czyżewski (elektronik)
Andrzej Czyżewski (ur. 10 grudnia 1956 w Gdańsku) – polski elektronik, profesor nauk technicznych, specjalizujący się w inżynierii dźwięku, inżynierii obrazu oraz systemach multimedialnych. Kierownik Katedry Systemów Multimedialnych na Wydziale Elektroniki, Telekomunikacji i Informatyki Politechniki Gdańskiej, kierownik specjalności naukowej Inżynieria Dźwięku i Obrazu na kierunku EiT w Politechnice Gdańskiej.

## Dorobek naukowy, dydaktyczny i wdrożeniowy
Studiował na kierunku Telekomunikacja na Politechnice Gdańskiej. W tym czasie przy zastosowaniu starych podzespołów elektronicznych stworzył studio nagrań we własnej piwnicy, w którym nagrywał wraz z kolegami m.in. audycje dla Polskiego Radia w ramach popularnego cyklu „Lato z radiem”. Studia ukończył w 1982. Pracę doktorską na temat związany z dźwiękiem cyfrowym obronił z wyróżnieniem na Wydziale Elektroniki PG w 1987. W 1992 uzyskał habilitację w specjalności wibroakustyka na Akademii Górniczo-Hutniczej w Krakowie. W 1999 z rąk Prezydenta RP otrzymał tytuł profesorski.
Od 1991 kierownik zakładu naukowo-dydaktycznego, który w 1997 zyskał status katedry (obecnie Katedra Systemów Multimedialnych). Organizator i opiekun latach 1994–2007 studium doktorskiego na Wydziale Elektroniki, Telekomunikacji i Informatyki Politechniki Gdańskiej. Wypromował 13 doktorów, z których 11 uzyskało wyróżnienia za swoje rozprawy, opiekun ponad 250 prac magisterskich i inżynierskich.
W dorobku naukowym prof. Czyżewskiego jest ponad 600 publikacji, z których przeszło 150 stanowią artykuły w prestiżowych czasopismach naukowych i rozdziały w książkach zagranicznych. Autor i współautor 20 patentów krajowych i 5 opublikowanych międzynarodowych zgłoszeń patentowych oraz kilkunastu udokumentowanych wdrożeń, w tym wdrożeń o szczególnie dużym zasięgu oddziaływania. Pod kierownictwem prof. Andrzeja Czyżewskiego w Politechnice Gdańskiej powstały laboratoria wyposażone w nowoczesną aparaturę foniczno-wizyjną i pomiarową. Kierował do tej pory ponad 30 projektami badawczymi i celowymi, 7 projektami międzynarodowymi UE.
Wśród wdrożeń znajduje się m.in. projekt IDENT, multimodalny biometryczny system weryfikacji tożsamości klienta bankowego, zrealizowany we współpracy z PKO BP oraz gdańskiego przedsiębiorstwa Microsystem. Pozwala on na automatyczne identyfikowanie i uwierzytelnianie tożsamości danej osoby na podstawie układu naczyń krwionośnych dłoni, kształtu twarzy, głosu albo podpisu składanego specjalnym biometrycznym piórem.
CyberOko – urządzenie służące do komunikowania się z otoczeniem przez osoby znajdujące się w śpiączce – zostało polskim wynalazkiem roku, zdobyło też szereg innych prestiżowych wyróżnień: m.in. godło promocyjne „Teraz Polska” i międzynarodową nagrodę medyczną Prix Galien. W zespole prof. Czyżewskiego opracowano też m.in. aparat wspomagający osoby jąkające się, sztuczną krtań i systemy logopedyczne oparte na metodzie Tomatisa, czyli z użyciem kostnego przewodzenia dźwięków. Na bazie uzyskanych doświadczeń trwają też prace nad CyberBed – „cyberłóżkiem”, które pomogłoby uniknąć wykluczenia cyfrowego osobom np. po ciężkich wypadkach komunikacyjnych.
We współpracy z prof. Henrykiem Skarżyńskim, dyrektorem Instytutu Fizjologii i Patologii Słuchu opracowany został szereg systemów służących prowadzeniu telemedycznych badań przesiewowych zmysłów służących do komunikowania się, czyli słuchu, wzroku i mowy. Rozwiązania te są wykorzystywane na obszarze całego kraju oraz za granicą – systemy do prowadzenia badań słuchu są stosowane do badań na pięciu kontynentach, a w Polsce przebadano ponad milion dzieci w wieku szkolnym.

## Wyróżnienia
W 2000 uzyskał tytuł Fellow (wyróżniony został nagrodą Fellowship Award) międzynarodowego towarzystwa naukowego Audio Engineering Society. W 2006 uzyskał Nagrodę Naukową Miasta Gdańska im. Jana Heweliusza w kategorii nauk ścisłych i przyrodniczych. Dwukrotnie wyróżniony Pierwszą Nagrodą Prezesa Rady Ministrów za osiągnięcia badawczo-wdrożeniowe (2000, 2014) oraz nagrodami Ministra Nauki i Szkolnictwa Wyższego (1998, 2010, 2014). Uhonorowany Krzyżem Kawalerskim (2002) i Krzyżem Oficerskim (2017) Orderu Odrodzenia Polski. Wyróżniony Medalem Sendzimira SPWiR oraz Krzyżem Kawalerskim Europejskiego Orderu Wynalazczości. W 2015 opracowany pod jego kierunkiem wynalazek „CyberOko” uzyskał godło promocyjne „Teraz Polska” oraz prestiżową międzynarodową nagrodą Prix Galien. Uhonorowany tytułem „Osobowość Roku Politechniki Gdańskiej 2020”. W 2018 Stowarzyszenie Pracodawców Pomorza uhonorowało go nagrodą „Primum Cooperatio”. Przez szereg lat rokrocznie otrzymuje Nagrody I stopnia Rektora PG. W 2018 Prezydent Gdańska, Paweł Adamowicz wyróżnił go Medalem Niepodległej na Stulecie Niepodległości Państwa Polskiego.